# نيو لندن (مينيسوتا)
نيو لندن (بالإنجليزية: New London, Minnesota)‏ هي مدينة تقع في ولاية مينيسوتا في الولايات المتحدة. تبلغ مساحة هذه المدينة 3.21 (كم²)، وترتفع عن سطح البحر 368 م، بلغ عدد سكانها 1251 نسمة في عام 2010 حسب إحصاء مكتب تعداد الولايات المتحدة.

## التركيبة السكانية
قام مكتب تعداد الولايات المتحدة بتحديد بيانات التركيبة السكانية لنيو لندن في تعداد الولايات المتحدة. في ما يلي، التركيبة السكانية حسب تعدادي 2000 و2010.

### تعداد عام 2000
بلغ عدد سكان نيو لندن 1,066 نسمة بحسب تعداد عام 2000، وبلغ عدد الأسر 415 أسرة وعدد العائلات 261 عائلة مقيمة في المدينة. في حين سجلت الكثافة السكانية 1,103.4 نسمة لكل ميل مربع (426.0/كم2). وبلغ عدد الوحدات السكنية 439 وحدة بمتوسط كثافة قدره 454.4 نسمة لكل ميل مربع (175.4/كم2).
وتوزع التركيب العرقي للمدينة بنسبة 97.75% من البيض و 0.47% من الأمريكيين الأصليين و 0.09% من الأمريكيين ذوي الأصول الآسيوية و 1.03% من عرقين مختلطين أو أكثر.
بلغ عدد الأسر 415 أسرة كانت نسبة 32.3% منها لديها أطفال تحت سن الثامنة عشر تعيش معهم، وبلغت نسبة الأزواج القاطنين مع بعضهم البعض 49.4% من أصل المجموع الكلي للأسر، ونسبة 11.3% من الأسر كان لديها معيلات من الإناث دون وجود شريك، وكانت نسبة 37.1% من غير العائلات. تألفت نسبة 33.7% من أصل جميع الأسر من أفراد ونسبة 17.1% كانوا يعيش معهم شخص وحيد يبلغ من العمر 65 عاماً فما فوق. وبلغ متوسط حجم الأسرة المعيشية 2.95، أما متوسط حجم العائلات فبلغ 2.31.
بلغ العمر الوسطي للسكان 40 عاماً. وكانت نسبة 24.3% من القاطنين تحت سن الثامنة عشر، وكانت نسبة 6.4% بين  عاماً، ونسبة 25.1% كانت واقعةً في الفئة العمرية ما بين الخامسة والعشرين حتى الرابعة والأربعين عاماً، ونسبة 17.1% كانت ما بين الخامسة والأربعين حتى الرابعة والستين، ونسبة 27.1% كانت ضمن فئة الخامسة والستين عاماً فما فوق. يوجد لكل 100 أنثى 76.2 ذكر، ويوجد لكل 100 أنثى في الثامنة عشر من عمرها فما فوق 71.7 ذكر.
بلغ متوسط دخل الأسرة في المدينة 34,018 دولار، أما متوسط دخل العائلة فبلغ 42,500 دولار. وكان متوسط دخل الذكور 28,636 دولار مقابل 21,786 دولار للإناث. وسجل دخل الفرد الخاص بالمدينة 16,216 دولار. وكانت نسبة 6.1% من العائلات ونسبة 6.8% من السكان تحت خط الفقر، وكان من هؤلاء نسبة 4.7% تحت سن الثامنة عشر ونسبة 11.6% في الخامسة والستين من العمر وما فوق.

### تعداد عام 2010
بلغ عدد سكان نيو لندن 1,251 نسمة بحسب تعداد عام 2010، وبلغ عدد الأسر 521 أسرة وعدد العائلات 318 عائلة مقيمة في المدينة. في حين سجلت الكثافة السكانية 1,051.3 نسمة لكل ميل مربع (405.9/كم2). وبلغ عدد الوحدات السكنية 566 وحدة بمتوسط كثافة قدره 475.6 لكل ميل مربع (183.6/كم2).
وتوزع التركيب العرقي للمدينة بنسبة 98.7% من البيض و 0.2% من الأمريكيين الأصليين و 0.1% من الأمريكيين ذوي الأصول الآسيوية و 0.2% من عرقين مختلطين أو أكثر.
بلغ عدد الأسر 521 أسرة كانت نسبة 31.7% منها لديها أطفال تحت سن الثامنة عشر تعيش معهم، وبلغت نسبة الأزواج القاطنين مع بعضهم البعض 47.0% من أصل المجموع الكلي للأسر، ونسبة 11.7% من الأسر كان لديها معيلات من الإناث دون وجود شريك، بينما كانت نسبة 2.3% من الأسر لديها معيلون من الذكور دون وجود شريكة وكانت نسبة 39.0% من غير العائلات. تألفت نسبة 34.7% من أصل جميع الأسر من أفراد ونسبة 21.7% كانوا يعيش معهم شخص وحيد يبلغ من العمر 65 عاماً فما فوق. وبلغ متوسط حجم الأسرة المعيشية 2.97، أما متوسط حجم العائلات فبلغ 2.28.
بلغ العمر الوسطي للسكان 40.5 عاماً. وكانت نسبة 25.5% من القاطنين تحت سن الثامنة عشر، وكانت نسبة 6.8% بين  عاماً، ونسبة 23.4% كانت واقعةً في الفئة العمرية ما بين الخامسة والعشرين حتى الرابعة والأربعين عاماً، ونسبة 19.6% كانت ما بين الخامسة والأربعين حتى الرابعة والستين، ونسبة 24.6% كانت ضمن فئة الخامسة والستين عاماً فما فوق. وتوزع التركيب الجنسي للسكان بنسبة 45.9% ذكور و54.1% إناث.

## وصلات خارجية
- The US50 - Cities and Towns in Minnesota State